# Institut français d'Ukraine
L'Institut français d'Ukraine (en ukrainien : Французький інститут в Україні) est un établissement culturel qui fait partie du réseau mondial des Instituts français. 
Implanté à Kiev, il est l'opérateur, pour le compte du ministère de l'Europe et des Affaires étrangères, de l'Ambassade de France en Ukraine en matière de culture, d'enseignement scolaire, de promotion de la langue française, d'enseignement supérieur, de sciences et du débat d'idées.